# Vidi aquam
Vidi aquam ist der Name der Antiphon, die während der heiligen Messe gesungen wird, wenn die Gemeinde beim sonntäglichen Taufgedächtnis zwischen Ostern und Pfingsten vom Zelebranten mit Taufwasser besprengt wird. Auch in der Osternacht kann die Antiphon beim Taufgedächtnis nach der Taufwasserweihe gesungen werden. Der Text bezieht sich auf die Worte des Propheten Ezechiel (Ez 47,2 ), der das Wasser des Tempels als heiligende Flut ansah, die die Erde durchströmt. Wird außerhalb der Osterzeit zum Taufgedächtnis Weihwasser verwendet, so singt man die Antiphon Asperges me.

## Text
„Vidi aquam egredientem de templo, a latere dextro, alleluja:
et omnes ad quos pervenit aqua ista, salvi facti sunt,
et dicent: alleluja, alleluja.“

„Ich sah Wasser fließen aus der rechten Seite des Tempels, Halleluja,
und alle, zu denen es kam, wurden heil,
und sie werden sagen: Halleluja, Halleluja.“

## Aufnahmen
- Louis Vierne: Messe Solennelle, Op. 16. 2010, JAV Recordings #JAV179, CD (Daniel Roth, Éric Lebrun, Chœur Gregorien de Paris, Chœur d’oratorio de Paris).